# 黄雨欣 (作家)
黄雨欣（1966年2月23日—）是德國華人作家、欧洲华文作家协会副会长、柏林雨欣中文学校校长。

## 生平
黄雨欣1966年2月23日生于长春，毕业于吉林大学。曾任教師、报社记者。自2000年起，担任柏林电影节特约记者，专访过张艺谋、陈凯歌、冯小刚、谢飞、王全安、章子怡、巩俐等知名电影人。 
1992年底黄雨欣随同博士后的丈夫出国来到欧洲，黄雨欣2000年至2001年担任华文文学月刊《柏林通讯》（后改名《新新华人》）编辑部主任。在海外的经历竟唤醒了她一度沉睡的文字情结，走上了文学之路。2005年创办"雨欣中文学校"，向德国华人家庭或中德家庭为主的青少年教授中文， 现任欧洲华文作家协会副会长、海外华文女作家协会会员。

## 写作
黄雨欣1993年旅居希腊时开始发表作品，以散文随笔为主，许多作品曾被《青年文摘》、《海外文摘》、《凤凰周刊》、《世界博览》等杂志刊载，2003年9月，黄雨欣的第一部作品散文专集《菩提雨》经由中国青年出版社正式出版。2009年黄雨欣把自己的几百篇作品归类精选，一口气又出版了三本专辑，分别是小说卷《天涯丽人》、散文卷《360分多面人》、随笔卷《欧风亚韵》。 主编《對窗六百八十格：歐洲華文作家微型小說選》（上）（下）。她的小說被學者研究。

## 评价
欧洲华文作家协会创会会长赵淑侠评论：黄雨欣的写作基调仿佛是随心所欲，散文内容多为平时所闻所见所感，至于小说，灵感是被身边有太多的真实事件所触发，不写出来就有要被憋疯的感觉，中国人在国外生活太不容易了，每个人就是一本厚重的小说。黄雨欣写小说笔调锋利，挥洒自如，豪爽而无丝毫闺秀气。她的小说不悲也不喜，而是无奈。
。小说集《人在天涯》中的十篇小说，都可成为〔一本厚重的小说〕，她只是把故事和人物浓缩了。黄雨欣写小说笔调锋利，挥洒自如，豪爽而无丝毫闺秀气。她的小说不悲也不喜，而是无奈。特别是中篇小说《异乡无奈客》，把当今一些〔生命探险家〕的欲念，茫然，焦虑与无奈写得很透。。

## 作品
- 《菩提雨》,中国青年出版社,2003年9月
- 《天涯丽人》[10]
- 《360分多面人》,秀威出版(秀威資訊),2003年9月
- 《欧风亚韵》[5]
- 《柏林物语》[11]
- 主编《對窗六百八十格：歐洲華文作家微型小說選》（上）（下）